# Comuna de Bodzentyn
Bodzentyn (polaco: Gmina Bodzentyn) é uma gminy (comuna) na Polónia, na voivodia de Santa Cruz e no condado de Kielce. A sede do condado é a cidade de Bodzentyn.
De acordo com os censos de 2006, a comuna tem 11 677 habitantes, com uma densidade 73,1 hab/km².

## Área
Estende-se por uma área de 160,32 km², incluindo:
- área agrícola: 50%
- área florestal: 45%

## Demografia
Dados de 30 de Junho 2004:
|                      | Total   | Total | Mulheres | Mulheres | Homens  | Homens |
| -------------------- | ------- | ----- | -------- | -------- | ------- | ------ |
|                      | pessoas | %     | pessoas  | %        | pessoas | %      |
| População            | 11 716  | 100   | 5896     | 50,3     | 5820    | 49,7   |
| Densidade (pop./km²) | 73,1    | 100   | 36,8     | 36,8     | 36,3    | 36,3   |

De acordo com dados de 2005, o rendimento médio per capita ascendia a 1652,53 zł.

## Comunas vizinhas
- Bieliny, Górno, Łączna, Masłów, Nowa Słupia, Pawłów, Suchedniów, Wąchock